# Cryphaea nervosa
Cryphaea nervosa är en bladmossart som beskrevs av C. Müller 1846. Cryphaea nervosa ingår i släktet Cryphaea och familjen Cryphaeaceae. Inga underarter finns listade i Catalogue of Life.